# 寒冷前線

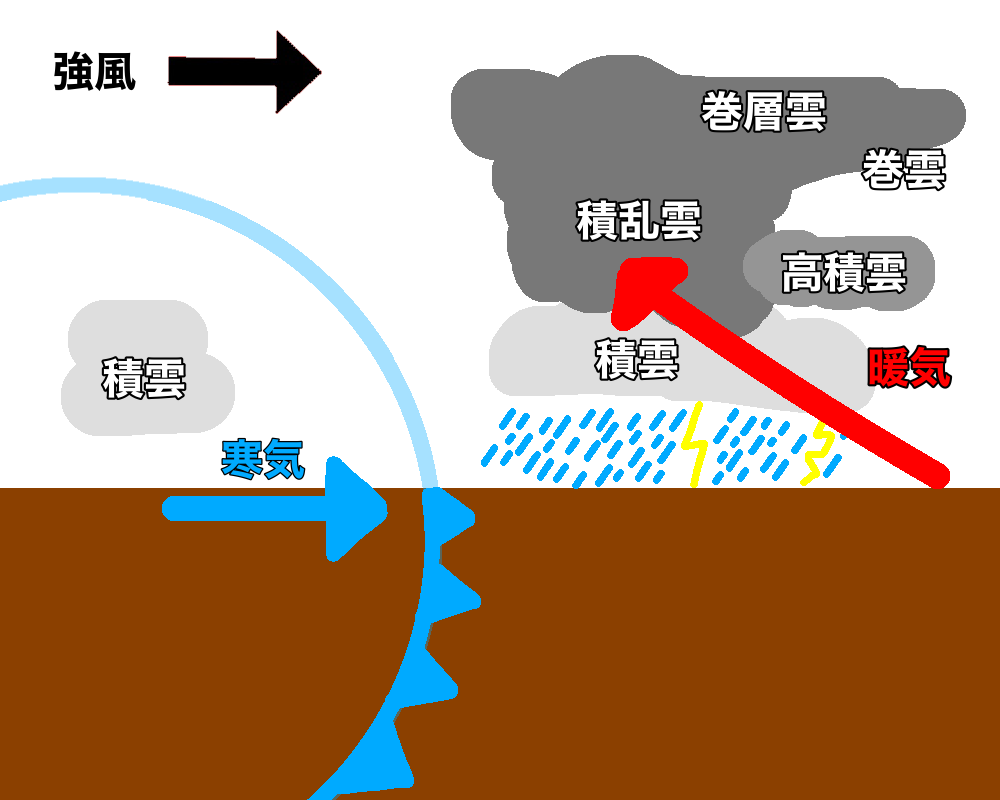
寒冷前線の雲と気団のようす。左側の青い矢印が寒気、右側の赤い矢印が暖気。

天気図における寒冷前線の記号。のびる線に対して三角側（この図では上）は暖気、何もない側（同じく下）は寒気であり、寒気がせり出す様子を示す。北半球では北に寒気があるので、この図の上下反対のものが天気図上でよく見かけられる。南半球では南に寒気があるので天気図上では図の方向となる。

寒冷前線（かんれいぜんせん、cold front）は、冷たい気団が暖かい気団に向かって移動する際の接触面で発生する前線。冷たい気団が前進してくる最前線にできるのでこう呼ばれている。

## 特徴
日本付近をはじめとした北半球では、温帯低気圧の発生初期には西側に存在し、だんだんと進行方向の前方に向かって反時計回りに動いてくる。低気圧の南側に来て、さらに東側にまで回ってきて北上していくと、低気圧の北東側にある寒気に近づいてくる。
寒冷前線は移動速度が速く、その前方にある温暖前線に次第に近づいていく。やがて重なると、閉塞前線となって2つの前線が結合する。ただ、閉塞前線ができるのははじめ低気圧に近い部分だけで、低気圧から遠い寒冷前線は移動距離が長いため遅れて近づいてくる。
寒気が暖気の下に入り込んで押し続けるため、比較的傾斜が急な境界面ができる。下側にある寒気は前線の移動に伴って移動するが、その上にある前線面に沿って暖気が寒気の上に押し上げられる。このとき、温度差と暖気が持っている豊富な水蒸気により、狭い範囲で強い対流が起きて、もくもくとした塔状の雲が発達しやすい。
寒冷前線の長さは一般的に数百キロメートルから2000キロメートル程度である。上空から前線の雲域をみると、その幅は平均200キロメートルから500キロメートルくらいと温暖前線より狭くなる。雲域の中の雨域はもっと狭く、幅は50キロメートルから150キロメートル程度である。

### 寒冷前線の移動速度が速い理由
寒冷前線の移動の原動力である（密度の高い）寒気は、温暖前線の移動の原動力である（密度の低い）暖気よりも移動速度が速い。これは、密度が大きいほど圧力や低気圧に引きつけられる力が大きいことが原因と考えられる。また、寒冷前線の寒気はほとんど収束している一方、温暖前線の暖気は発散分が多く、寒冷前線のほうが効率よく前進できるとも考えられる。

### 通過前・通過時・通過後の気象の特徴
寒冷前線通過時には気温が急速に下降して低止まりする。また、湿度はやや速く上昇して高止まるが、前線の通過後急速に低下する。
ただし、周囲が山に囲まれた地形では寒冷前線が通過してもしばらく暖気が残ることが多い。
前線の接近に伴って気圧は低下し、通過後はにわかに上昇してその後高いまま推移する。
寒冷前線に特徴的なのは前線付近の上空にできる積乱雲で、その後方に層積雲や積雲ができることが多い。詳細に見てみると、前線の東側から順に、地上では層積雲が次第に濃くなり積雲群に、やがて発達した積乱雲に変わり、積乱雲の後方は比較的雲が少なく層積雲や積雲が並ぶ。上空では積乱雲の前方や後方に高積雲や巻雲・巻層雲などができ、積乱雲の周囲では乱層雲も見られる。前線の接近する数時間前から雲が観測できることが多い。
積雲や積乱雲がよく発達し、強度変化が多く、比較的短時間にまとまった雨が降りやすい（驟雨）。俄雪・霰や雹のほか、雷もよく発生する。積乱雲が非常によく発達すると、竜巻やダウンバーストなどの突風が発生することもある。ただし、場合によっては対流活動が不活発になり、ほとんど雨が降らないようなことがある。
ノルウェー学派モデルを元にした資料等では寒冷前線に伴う降水域が前線の後方（寒気側）に描かれているが、南側（北半球の場合）から水蒸気を多く含んだ空気が流れ込むような場合は、寒冷前線通過前からまとまった雨が降ることが多い。
前線の通過に伴い、南東寄りの風から南西・北西寄りの風（南半球の場合は、北東寄りの風から北西・南西寄りの風）に急変する。